# Дзета Южного Креста
Дзе́та Ю́жного Креста́ (ζ Cru, Zeta Crucis) — двойная звезда в созвездии Южного Креста. Видимая звёздная величина 4.06m (видна невооружённым глазом). Первый компонент классифицируют как бело-голубую звезду главной последовательности B2.5 V. Второй компонент гораздо слабее, с видимой звёздной величиной 12,49m Звезда удалена примерно на 360 световых лет от Солнца.